# Воткінс (Міннесота)
Воткінс (англ. Watkins) — місто (англ. city) в США, в окрузі Мікер штату Міннесота. Населення — 991 особа (2020).

## Географія
Воткінс розташований за координатами 45°18′52″ пн. ш. 94°24′41″ зх. д. / 45.31444° пн. ш. 94.41139° зх. д. (45.314524, -94.411436).  За даними Бюро перепису населення США в 2010 році місто мало площу 1,83 км², з яких 1,83 км² — суходіл та 0,00 км² — водойми.

## Демографія
Згідно з переписом 2010 року, у місті мешкали 962 особи в 398 домогосподарствах у складі 236 родин. Густота населення становила 526 осіб/км².  Було 438 помешкань (239/км²).
Расовий склад населення:
| - 98,8 % — білих - 0,5 % — чорних або афроамериканців - 0,2 % — корінних американців - 0,2 % — азіатів |

До двох чи більше рас належало 0,0 %. Частка іспаномовних становила 0,4 % від усіх жителів.
За віковим діапазоном населення розподілялося таким чином: 28,1 % — особи молодші 18 років, 52,3 % — особи у віці 18—64 років, 19,6 % — особи у віці 65 років та старші. Медіана віку мешканця становила 36,9 року. На 100 осіб жіночої статі у місті припадало 89,4 чоловіків;  на 100 жінок у віці від 18 років та старших — 97,2 чоловіків також старших 18 років.
Середній дохід на одне домашнє господарство  становив 47 009 доларів США (медіана — 43 036), а середній дохід на одну сім'ю — 55 702 долари (медіана — 52 250). Медіана доходів становила 44 327 доларів для чоловіків та 30 750 доларів для жінок. За межею бідності перебувало 18,8 % осіб, у тому числі 16,8 % дітей у віці до 18 років та 14,2 % осіб у віці 65 років та старших.
Цивільне працевлаштоване населення становило 398 осіб. Основні галузі зайнятості: виробництво — 23,9 %, освіта, охорона здоров'я та соціальна допомога — 17,8 %, будівництво — 17,3 %.